# Delitto di Cogne
Il delitto di Cogne è un caso di omicidio per il quale è stata condannata Annamaria Franzoni il 30 gennaio 2002 in una villetta di Montroz (pron. fr. AFI: [mɔ̃tʁo]), frazione di Cogne, in Valle d'Aosta, ai danni del figlio di tre anni, Samuele Lorenzi.
L'accusa dimostrò che il sangue del piccolo aveva intriso le ciabatte e il pigiama che la madre indossava prima di uscire di casa, la mattina dell'omicidio. L'omicidio, cioè, avvenne quando la madre era in casa in pigiama e non mentre lei era fuori casa vestita ad accompagnare il figlio alla fermata dello scuolabus.
La Corte suprema di cassazione condannò nel 2008 Annamaria Franzoni a 16 anni di reclusione (ridotti a 13 per indulto, poi a 10 per buona condotta), per i quali ha scontato 6 anni di carcere e meno di 5 in detenzione domiciliare.
Il caso ebbe grande rilevanza mediatica dopo il delitto anche grazie all'uso del mezzo televisivo e nelle prime fasi processuali divise fortemente l'opinione pubblica.

## Storia

### Fatti
Alle ore 8:28 del 30 gennaio 2002 il centralino della Valle d'Aosta del 118 ricevette una telefonata dalla frazione Montroz di Cogne da Annamaria Franzoni, che chiedeva l'intervento di soccorsi sanitari dicendo di aver appena trovato il figlio Samuele, di tre anni, che "vomitava sangue" nel proprio letto.
La Franzoni aveva già contattato anche il medico di famiglia, la dottoressa Satragni. Questa intervenne sul posto per prima e ipotizzò una causa naturale (aneurisma cerebrale) sostenendo a lungo questa ricostruzione e affermando che il pianto disperato del bambino, scopertosi solo in casa, avrebbe potuto provocare "l'apertura della testa". La vittima infatti mostrava una profonda ferita al capo con fuoriuscita di materia grigia. La dottoressa inoltre lavò il volto e il capo del piccolo e lo spostò fuori casa - nonostante il freddo intenso - su una barella improvvisata. Queste azioni, motivate dall'urgenza della rianimazione, compromisero tuttavia la scena del delitto e le condizioni della vittima. Le ipotesi iniziali (aneurisma, convulsioni, traumi da caduta e rianimazione troppo violenta) vennero smentite, in prima fase dai soccorritori e successivamente dai risultati dell'autopsia.
La teoria dell'aneurisma cerebrale con violenti crisi epilettiche venne in seguito ripresa, valutata e approfondita da un neurologo italiano, tale dottor Giovanni Migliaccio, che sosteneva l'assoluta innocenza della Franzoni e attribuiva la morte del bambino a un problema congenito, piuttosto che a un'aggressione. Questa tesi però non ottenne mai riscontro.
I soccorritori sopraggiunti in elicottero constatarono che le ferite sul corpo della vittima erano frutto di un atto violento e avvisarono i carabinieri, che fecero i primi sopralluoghi. Il piccolo fu dichiarato morto alle ore 9:55. L'autopsia stabilì, come causa del decesso, almeno diciassette colpi sferrati con un corpo contundente. Sul capo della vittima furono rinvenute microtracce di rame, facendo supporre l'uso di un mestolo ornamentale o oggetti composti da tale metallo. Lievi ferite sulle mani fecero supporre un estremo tentativo di difesa.
Quaranta giorni dopo il delitto, la madre fu iscritta nel registro delle notizie di reato con l'accusa di omicidio, e il 14 marzo 2002 venne arrestata con l'accusa di omicidio volontario, aggravato dal vincolo di parentela; il tribunale del riesame di Torino, però, il 30 marzo ne ordinò la scarcerazione per carenza di indizi.

### Indagini
I numerosi sopralluoghi compiuti dagli inquirenti nel corso delle indagini all'interno della villetta non portarono mai al ritrovamento dell'arma del delitto. Si ipotizzerà in seguito l'uso di un oggetto contundente come un mestolo di rame, una piccozza da montagna, un pentolino del tipo usato per bollire il latte o altri oggetti, senza alcuna conferma certa.
L'accusa e la motivazione della prima sentenza si fondarono prevalentemente sulla perizia eseguita con l'aiuto del luminolo sulle tracce di sangue. Ne vennero rilevate abbondanti sopra il pigiama della Franzoni, trovato parzialmente nascosto tra le coperte del letto solo dopo alcune ore dal fatto delittuoso. L'accusa sostenne che la donna l'avrebbe indossato al momento del delitto, essendo questa l'unica spiegazione possibile per le ampie macchie di sangue e i frammenti di osso e materia cerebrale della vittima riportate sulle maniche dell'indumento. Ulteriori macchie di sangue della vittima furono rinvenute sulle suole e all'interno delle ciabatte da casa della donna. Al di fuori della camera da letto, inoltre, non furono rinvenute tracce ematiche riconducibili a un eventuale terzo soggetto che, a delitto ultimato e ormai sporco del sangue della piccola vittima, si sarebbe allontanato. Secondo l'accusa, inoltre, la Franzoni era l'unica persona che avrebbe potuto commettere l'omicidio all'ora indicata dai risultati delle indagini. Le persone che all'ora dei fatti si trovavano nella zona non avevano notato nulla di insolito e nessuna persona sospetta.
Secondo la difesa, la casacca e i pantaloni del pigiama non sarebbero stati indossati dall'assassino, bensì giacevano sul piumone del letto. In secondo luogo, viene affermato che l'assassino, vedendo la Franzoni uscire per accompagnare il figlio maggiore alla fermata dello scuolabus, si sarebbe intrufolato nella villa, inizialmente solo per "fare un dispetto" (ma altre volte si parlò di un presunto tentativo di stupro o di un movente comunque di natura sessuale) alla mamma del bambino, e trovandosi inaspettatamente il piccolo nel letto, sarebbe stato preso dall'agitazione e avrebbe colpito Samuele una serie di volte, per poi fuggire senza portare a termine qualsiasi intento criminoso avesse. Tutto questo in meno di otto minuti (un lasso di tempo coerente con la dinamica dei fatti dichiarati dall'accusa stessa), senza lasciare traccia alcuna di sangue in nessun'altra stanza della casa o all'esterno della stessa e senza che né la Franzoni né l'autista dello scuolabus né nessun altro si avvedessero della sua presenza.
Va rilevato che nessun oggetto di valore era stato sottratto e nessuna porta o finestra dell'abitazione presentava segni di forzatura. La borsetta che la Franzoni usava abitualmente era rimasta in casa ma niente indicava che qualcuno ci avesse frugato dentro o che l'avesse toccata. La Franzoni, inizialmente, dichiarò d'aver chiuso la porta di casa al momento di uscire, specificando: "l'ho chiusa e so bene quello che faccio". Il giorno successivo, tuttavia, cambiò versione (in una intercettazione ambientale presso la caserma dei carabinieri di Cogne si sente il marito farle notare che sostenere di aver chiuso la porta a chiave non deponeva a suo favore) e sostenne di averla lasciata invece aperta, perché diversamente - a suo dire - Samuele si sarebbe allarmato rendendosi conto che lei era uscita lasciandolo da solo, pur sostenendo d'avere, per prudenza, lasciato acceso il televisore in maniera che il bambino non si allarmasse.
In ogni caso, nella villetta non furono mai repertate impronte digitali o tracce organiche riconducibili a soggetti estranei. Nell'estate del 2004, subito dopo la condanna in primo grado inflitta alla donna, l'avvocato Carlo Taormina e alcuni suoi consulenti effettuarono un sopralluogo nella villetta, all'indomani del quale venne annunciato il rinvenimento, sulla porta della camera da letto, di una impronta digitale insanguinata appartenente al "vero assassino" nonché di tracce ematiche della vittima nel garage della casa, che avrebbero contrassegnato un ipotetico percorso di fuga attraverso la porta basculante dello stesso (malgrado il giorno del delitto gli inquirenti l'avessero rinvenuta regolarmente chiusa e senza segno alcuno di scasso). In realtà si scoprì ben presto che l'impronta digitale apparteneva a uno dei tecnici della difesa e il dito che l'aveva lasciata non era sporco del sangue della vittima bensì di luminolo, e che le asserite "tracce ematiche" non contenevano sangue della vittima né si trattava di sangue umano.
Altri elementi dell'accusa furono tratti da comportamenti e conversazioni tenuti dalla Franzoni successivamente al delitto: così, ad esempio, una sua frase intercettata dai carabinieri durante una conversazione telefonica con un'amica il 6 marzo 2002 ("Non so cosa mi è succ...", subito corretta in "Non so cosa gli è successo"). Altre intercettazioni telefoniche e ambientali permisero di rivelare come la donna, il marito e altri parenti discutessero su come "provocare" alcuni vicini di casa affinché questi confessassero il delitto, e persino una singolare osservazione del padre della donna: "Meglio se è stato uno senza figli". Nel corso della stessa conversazione, il padre della Franzoni arrivò a sostenere che sarebbe stato auspicabile che "tutti" i vicini confessassero, facendo riferimento a due distinte coppie e a una quinta persona. In un'altra intercettazione, si sentirono inoltre il padre e il marito della Franzoni ventilare l'ipotesi di far trovare un martello presso il terreno dei vicini, per sviare gli inquirenti o comunque far loro credere che questa fosse l'arma del delitto, perduta dall'assassino durante la fuga.
Suscitò inoltre non pochi sospetti anche il fatto che, mentre il figlio veniva trasportato in elicottero all'ospedale, la Franzoni, rimasta in casa col marito per essere sentita dalle forze dell'ordine, continuasse a chiedergli con insistenza: "Facciamo un altro figlio, mi aiuti a farne un altro?" richiesta alla quale - a detta di un carabiniere - il marito sembrava essere infastidito e non rispondeva.
Il giorno successivo, durante un interrogatorio presso la locale caserma dei carabinieri, la donna affermò che "purtroppo ci sono anche delle madri che ammazzano i figli, ce n'è". A un altro carabiniere che discuteva del fatto con lei, lo stesso giorno, dichiarò addirittura "spero che sia stato ucciso, stia tranquillo...";  il militare, stupito, le chiese il perché di tale affermazione, ma la donna gli rispose evasivamente.
Nel luglio 2004, Annamaria Franzoni e il marito Stefano Lorenzi sporsero denuncia contro un vicino di casa, Ulisse Guichardaz, indicandolo come il "vero assassino", attribuendogli oscuri moventi ed elencando una serie di "indizi" contro di lui, alcuni dei quali invero assai singolari (come l'abitudine dell'uomo, di professione guardaparco, di portare occhiali da sole per proteggersi dal riverbero, inevitabile sui ghiacciai ad alta quota o il fatto che egli talora indossasse un parrucchino per nascondere la calvizie) e attribuendogli intenzioni moleste e persecutorie nei confronti della donna, peraltro mai notate da alcuno e mai segnalate dalla stessa Franzoni agli inquirenti se non all'atto della presentazione della denuncia.
L'uomo venne ripetutamente interrogato nel corso degli anni, e fornì sempre la stessa versione, affermando di essere stato svegliato attorno all'ora del delitto da una telefonata del padre che gli chiedeva di recarsi in paese per aprire il negozio di alimentari di cui la famiglia era titolare, e di aver quindi trascorso l'intera mattinata lavorando nel negozio. Tale versione e il relativo alibi vennero infine ritenuti attendibili dagli inquirenti alla fine del primo processo. A seguito dell'accusa i coniugi Lorenzi vennero quindi indagati per calunnia nei confronti di Ulisse Guichardaz.
Nel processo d'appello l'uomo non fu più chiamato in causa. Emersero, invece, pesanti allusioni nei confronti di un'altra vicina, Daniela Ferrod, con cui pare che Annamaria Franzoni avesse avuto qualche banale screzio in passato. A dispetto delle accuse mosse dalla Franzoni, fu proprio Daniela Ferrod la prima persona che ella chiamò in soccorso. Le perizie effettuate dai RIS e gli alibi dei sospettati hanno sempre condotto al loro scagionamento.

### Processi
La difesa di Annamaria Franzoni passò, in ordine cronologico, da Carlo Federico Grosso a Carlo Taormina ed a una legale d'ufficio, Paola Savio.

#### Primo grado
Il 19 luglio 2004 Annamaria Franzoni venne condannata in primo grado con rito abbreviato dal giudice dell'udienza preliminare di Aosta Eugenio Gramola a 30 anni di reclusione (avrebbe ricevuto l'ergastolo nel caso non avesse scelto il rito abbreviato). La difesa dell'avvocato Carlo Taormina e dei suoi consulenti produsse prove messe in dubbio in un nuovo processo (il cosiddetto Cogne bis) per calunnia e frode processuale. In tale processo vennero imputate undici persone, fra cui Franzoni, Lorenzi e Taormina.

#### Appello
Nel processo d'appello conclusosi il 27 aprile 2007 presso la Corte d'Assise d'appello di Torino venne confermata la colpevolezza dell'imputata ma la pena fu ridotta a 16 anni con la concessione delle attenuanti generiche, ritenute bilancianti l'aggravante della commissione del fatto nei confronti del proprio discendente.
In attesa della sentenza della Corte Suprema la donna rimase libera perché fu esclusa l'esigenza di misure cautelari personali, come pericolo di fuga, inquinamento delle prove o di reiterazione del reato.

#### Cassazione
Il 21 maggio 2008 la Prima sezione penale della Corte Suprema di Cassazione confermò la sentenza d'appello. La sera stessa la Franzoni fu arrestata dai carabinieri a Ripoli Santa Cristina e condotta in carcere. Il 29 luglio 2008 vennero pubblicate le motivazioni della sentenza, una cinquantina di cartelle.

#### Ultimi atti giudiziari
Nel novembre del 2008 una perizia psichiatrica sollecitata dalla stessa imputata confermò il rischio di reiterazione del reato, negandole la possibilità di incontrare i figli fuori dal carcere.
Il 26 gennaio 2009 la Procura di Torino chiese il rinvio a giudizio per l'imputata per il reato di calunnia contro Ulisse Guichardaz e per frode processuale. Franzoni fu condannata il 19 aprile 2011 dal Tribunale di Torino a un anno e quattro mesi. Successivamente la Corte d'appello di Torino il 31 marzo 2014 dichiarò prescritto quel reato.
Il 26 giugno 2014, dopo 6 anni di detenzione, Annamaria Franzoni venne scarcerata grazie a una perizia psichiatrica che escluse il rischio di recidività. Già da tempo godeva del beneficio del lavoro all'esterno, oltre a numerosi permessi premio che le consentivano di uscire periodicamente dal penitenziario per stare con la famiglia. Nel febbraio 2015 la Corte di cassazione accolse il ricorso della Procura della Repubblica di Bologna contro la concessione della detenzione domiciliare in favore di Annamaria Franzoni ma il 28 aprile 2015 il Tribunale di sorveglianza di Bologna le prorogò la detenzione domiciliare, permettendole di scontarla nella sua casa di Ripoli Santa Cristina. Il 15 aprile 2016 il Tribunale di sorveglianza ha rigettato la richiesta di affidamento in prova ai servizi sociali presentata dai legali di Annamaria Franzoni.
Dal settembre 2018 Annamaria Franzoni è una donna definitivamente libera. I 16 anni di reclusione sono stati ridotti a meno di 11 grazie all'indulto, alla buona condotta in carcere e ai giorni di liberazione anticipata. La notizia dell'avvenuto fine pena è diventata di dominio pubblico il 7 febbraio 2019.

### Annamaria Franzoni
Annamaria Franzoni, nata a San Benedetto Val di Sambro il 23 agosto 1971, è coniugata con Stefano Lorenzi, perito elettrotecnico. La coppia ha avuto tre figli: Davide (nato ad Aosta nel 1995), Samuele (nato ad Aosta il 12 novembre 1998 e morto a Cogne il 30 gennaio 2002) e Gioele (nato a Bologna il 26 gennaio 2003).
Franzoni fu individuata fin dall'inizio come unica responsabile dell'omicidio e fu oggetto di rilievi psicologici e psichiatrici da parte di esperti (tra questi Ugo Fornari). Rifiutò poi di sottoporsi a una seconda perizia che venne comunque eseguita ma solo sulla base di documenti già depositati.
Le ultime perizie attribuirono a Franzoni una personalità affetta da nevrosi isterica, cioè portata a teatralità e a simulazione, incapace di elaborare in modo maturo le problematiche della quotidianità. Con la nascita del secondo figlio, Samuele, sembra aver manifestato stress o difficoltà nel gestire la casa e due figli piccoli, ma non si è mai accertato se si trattasse di una vera e propria depressione post-partum. Franzoni si era rivolta alla dottoressa Satragni per queste difficoltà, ottenendo la prescrizione di un blando antidepressivo del quale non sembra abbia mai fatto uso. Seguì una breve separazione personale dei coniugi Lorenzi e la Franzoni coi due figli tornò presso i genitori a Monteacuto Vallese, frazione di San Benedetto Val di Sambro.
Il mattino del delitto, Franzoni lamentò un "malessere" a seguito del quale il marito verso le 5:30 avvisò la guardia medica. Successivamente, Franzoni minimizzò l'episodio, riferendo che il sanitario le avrebbe diagnosticato una banale influenza, ma i sintomi da lei lamentati (tremori agli arti, dispnea, nausea e sensazione di affanno) sembrerebbero suggerire invece che la donna soffrisse di attacchi di panico. Franzoni stessa continuò a rigettare ogni ipotesi di infermità mentale totale o parziale, incluse le condizioni che sarebbero in grado di spiegare, secondo alcuni esperti, l'amnesia rispetto all'atto omicida e l'incapacità di riconoscersene responsabile.
Nella sentenza d'appello l'imputata venne di fatto ritenuta pienamente sana di mente al momento del delitto. Nelle motivazioni della sentenza, rese note il 19 ottobre 2007, si legge infatti: "La Corte non può non tenere conto del fatto che Annamaria Franzoni ha sofferto di un reale disturbo, che rientra nel novero delle patologie clinicamente riconosciute (degne anche di trattamento terapeutico), ma che nel sistema giuridico-penale vigente non costituisce di per se stesso infermità che causa vizio di mente".
Con il sostegno della famiglia, Franzoni si proclamò sempre innocente e tentò di indicare un responsabile alternativo, indicando vari vicini di casa, contro i quali peraltro non sembrava avesse animosità pregresse, quali "veri assassini". Ciascuno dei vicini additati dalla donna aveva in realtà un alibi solido.
Nel luglio 2014, Carlo Taormina, ex avvocato di Annamaria Franzoni durante i vari processi, afferma alla trasmissione radiofonica La Zanzara su Radio 24 di non essere mai stato pagato dalla donna per la sua assistenza legale, e d'essere in causa con la stessa per la riscossione di circa 800.000 euro. A tal proposito nasce un processo civile che vede opposti la Franzoni e il marito Stefano Lorenzi a Taormina; il giudice Pasquale Gianniti il 25 giugno 2015 propone una conciliazione fra le parti invitando Franzoni a pagare 200.000 euro; al tempo stesso però Franzoni si sente danneggiata dal fatto di essere stata coinvolta nel processo Cogne bis e pretende da Taormina un risarcimento di 200.000 euro.
Il 16 febbraio 2017 il giudice Giuseppina Benenati del tribunale civile di Bologna deposita la sentenza con la quale condanna Annamaria Franzoni a risarcire di euro 275.000 l'Avvocato Carlo Taormina. La cifra riguarda il compenso professionale mai percepito per averla difesa nel processo sul "delitto di Cogne". Sommata di Iva, interessi e cassa previdenza avvocati, la somma complessiva dovuta si aggira attorno ai 450.000 euro.

## Cultura di massa
In seguito al clamore suscitato dalla vicenda, si sviluppò in Italia una grande attenzione mediatica attorno al caso giudiziario ed una spaccatura nell'opinione pubblica fra innocentisti e colpevolisti (in maggioranza).
Da taluni si ritenne che l'enorme campagna mediatica fu in qualche modo voluta o strumentalizzata dalla famiglia Franzoni, con l'obiettivo di mettere in difficoltà gli organi inquirenti impedendo loro di svolgere le indagini con la dovuta riservatezza.

### Televisione
Numerose furono le apparizioni televisive della Franzoni, dal Maurizio Costanzo Show a Porta a Porta e Buona Domenica. La prima intervista fu realizzata in esclusiva per Studio Aperto dal giornalista Maurizio Zuffi, un vero scoop a pochi mesi dalla morte del piccolo Samuele: in quell'occasione la Franzoni raccontò, spesso interrotta dai singhiozzi, la sua versione sul delitto di Cogne, ma una volta spentasi la telecamera si lasciò sfuggire la frase "Ho pianto troppo?" che fu oggetto di molte polemiche e di tante domande da parte dei giudici.
I colpevolisti parlarono di una vera e propria strategia di difesa comprendente un uso consapevole dei media come strumento per coinvolgere e manipolare l'opinione pubblica; fu, infatti, al Maurizio Costanzo Show che il conduttore del programma chiese ad Annamaria Franzoni se fosse incinta. Lei dichiarò che “erano cose private”, il conduttore rispose che deduceva dalla sua risposta che Annamaria era incinta di un altro figlio. Il bambino, Gioele, nacque nel 2003.

#### Programmi televisivi
- Chi l'ha visto?, condotto da Federica Sciarelli su Rai 3.
- Matrix, condotto da Alessio Vinci su Canale 5.
- Porta a Porta, condotto da Bruno Vespa su Rai 1.
- Quarto grado, condotto da Salvo Sottile su Rete 4.
- L'altra metà del crimine, condotto da Luciano Garofano su LA7d.

### LibroLa verità
Annamaria Franzoni scrisse un libro nel 2006, con la collaborazione di Gennaro De Stefano (inviato della rivista italiana Gente), intitolato La verità, pubblicato da Edizioni Piemme (ISBN 88-384-8938-6), non aggiunse nulla a quanto già si sapeva all'epoca e sembra contenere alcune contraddizioni rispetto a quanto dalla donna in precedenza dichiarato relativamente ai fatti del 30 gennaio 2002.
È notevole il fatto che nel libro la donna neghi di aver mai esplicitamente accusato il vicino di casa Ulisse Guichardaz, contro il quale, invece, nel luglio 2004 - all'indomani della condanna in primo grado a trent'anni - era stato presentato un "esposto-denuncia" a firma di entrambi i coniugi Franzoni-Lorenzi, corredato di presunti "indizi" contro l'uomo, che a volte la Franzoni si spinse a etichettare come un maniaco sessuale che l'avrebbe ripetutamente perseguitata, venendo peraltro denunciata e condannata per calunnia.
Di fatto fu più che altro un libro-intervista, in cui De Stefano diede ulteriormente la possibilità alla Franzoni di raccontare la propria versione dell'accaduto.

### Podcast
- Indagini: Cogne, 30 gennaio 2002 (2022), podcast in due puntate a cura di Stefano Nazzi.
- Crimine - Storie Vere: Il Delitto di Cogne (Spotify, 2023), podcast in due puntate a cura di Michele Ainzara, Studio Minuit.

### Citazioni
Al delitto di Cogne si ispira la canzone Cattiva (2003) di Samuele Bersani. Viene inoltre citato in Ti giri di Caparezza, La paranza (2007) di Daniele Silvestri, Rotten di Nitro, Non dormire di Noyz Narcos, i brani Finché nulla cambierà e Due volte di Rayden, Killer Star di Immanuel Casto, In gabbia non ci vado di M¥SS Keta e Ninna Nanna del Feudo dei Bardomagno. Il personaggio di Annamaria Franzoni-Medea compare nel romanzo del 2019 L'amore per nessuno di Fabrizio Patriarca e, con il nome di Nami, nel racconto di Maurizio de Giovanni intitolato Per amore di Nami.